# ویله دی فانو
ویله دی فانو (به ایتالیایی: Ville di Fano) یک منطقهٔ مسکونی در ایتالیا است که در لاکوئیلا واقع شده‌است.